# Fernando Morena
Fernando Morena Belora (Montevideo, 1952. február 2. –) válogatott uruguayi labdarúgó, csatár, edző.

## Pályafutása

### Klubcsapatban
1969 és 1972 között a montevideói River Plate, 1973 és 1979 között a Peñarol labdarúgója volt. Az 1979–80-as idényben a spanyol Rayo Vallecano, az 1980–81-es-ben a Valencia csapatában szerepelt. 1981 és 1983 között ismét a Peñarol játékosa volt. 1984-ben rövid ideig az argentin Boca Juniors együttesében játszott, majd a Peñarolban fejezte be az aktív labdarúgást. A Peñarollal hat bajnoki címet szerzett és hétszeres bajnoki gólkirály volt. Tagja volt az 1982-es Copa Libertadores-győztes csapatnak.

### A válogatottban
1973–74-ben nyolc alkalommal szerepelt az uruguayi válogatottban. Részt vett az 1974-es NSZK-beli világbajnokságon. Tagja volt az 1983-as Copa América-győztes csapatnak.

### Edzőként
1988-ban a Peñarol, 1989-ben a montevideói River Plate, 1991-ben a spanyol Real Murcia vezetőedzője volt. 1996 és 1998 között illetve 2003-ban ismét a River Plate szakmai munkáját irányította. Közben 1999–00-ben a chilei Colo-Colo vezetőedzőjeként tevékenykedett. 2005-ben a Peñarol edzőjeként fejezte be edzői pályafutását.

## Sikerei, díjai
Uruguay
- Copa América
  - győztes: 1983
  - bronzérmes:1975

 Peñarol
- Uruguayi bajnokság
  - bajnok (6): 1973, 1974, 1975, 1978, 1981, 1982
  - gólkirály (7): 1973, 1974, 1975, 1976, 1977, 1978, 1982
- Copa Libertadores
  - győztes: 1982
  - gólkirály (3): 1974, 1975, 1982
- Interkontinentális kupa
  - győztes: 1982

 Valencia
- UEFA-szuperkupa
  - győztes: 1980